# 盛吉県 (吉林省)
盛吉県（せいきつ-けん）は中華人民共和国吉林省にかつて存在した県。現在の白山市靖宇県北部に相当する。
渤海により設置され、遼代に廃止された。